# Hurlingham (Londres)
Pour les articles homonymes, voir Hurlingham.
 (novembre 2023).
Si vous disposez d'ouvrages ou d'articles de référence ou si vous connaissez des sites web de qualité traitant du thème abordé ici, merci de compléter l'article en donnant les références utiles à sa vérifiabilité et en les liant à la section « Notes et références ».
Hurlingham est un quartier de Londres situé dans le district de Hammersmith et Fulham. On y trouve un club sportif, le Hurlingham Club (en), et des parcs au bord de la Tamise.